# 杜帆
杜帆（1982年4月—），中國動物保護人士，現任第十三届武汉市政协委员、武汉市小动物保护协会会长。曾獲得第十届武汉青年五四奖章。
2006年，他发起成立武汉流浪宠物救助站，於2013年7月20日正式掛牌成立武汉市小动物保护协会，多年來救助過數千隻流浪动物。2020年，在2019冠狀病毒病疫情爆發後，其領導下的武汉市小动物保护协会從1月26日開始为武漢市滞留在家的動物提供无偿援助，共上门帮扶1400多次、救助了5000多只动物，但在2月因小区管控越發严格而暂停救助活动。

## 外部連結
- 杜帆的新浪微博